# Zaïrit
Zaïrit ist ein sehr selten vorkommendes Mineral aus der Mineralklasse der „Phosphate, Arsenate und Vanadate“. Es kristallisiert im trigonalen Kristallsystem mit der chemischen Zusammensetzung BiFe3+3[(OH)6|(PO4)2] und ist damit ein Bismut-Eisen-Phosphat mit zusätzlichen Hydroxidionen.
Da in natürlich vorkommenden Zaïritproben das Eisen durch geringe Anteile an Aluminium ersetzt (substituiert) sein kann, wird die Formel in verschiedenen Quellen auch mit Bi(Fe3+,Al)3[(OH)6|(PO4)2] angegeben.
Zaïrit findet sich meist in Form derber Mineral-Aggregate mit wachsähnlichem Glanz auf den Oberflächen. In reiner Form ist Zaïrit farblos und durchsichtig. Durch vielfache Lichtbrechung aufgrund von Gitterbaufehlern oder polykristalliner Ausbildung kann er aber auch weiß erscheinen und durch Fremdbeimengungen eine grünlichweiße bis gelblichgrüne Farbe annehmen, wobei die Transparenz entsprechend abnimmt.

## Etymologie und Geschichte

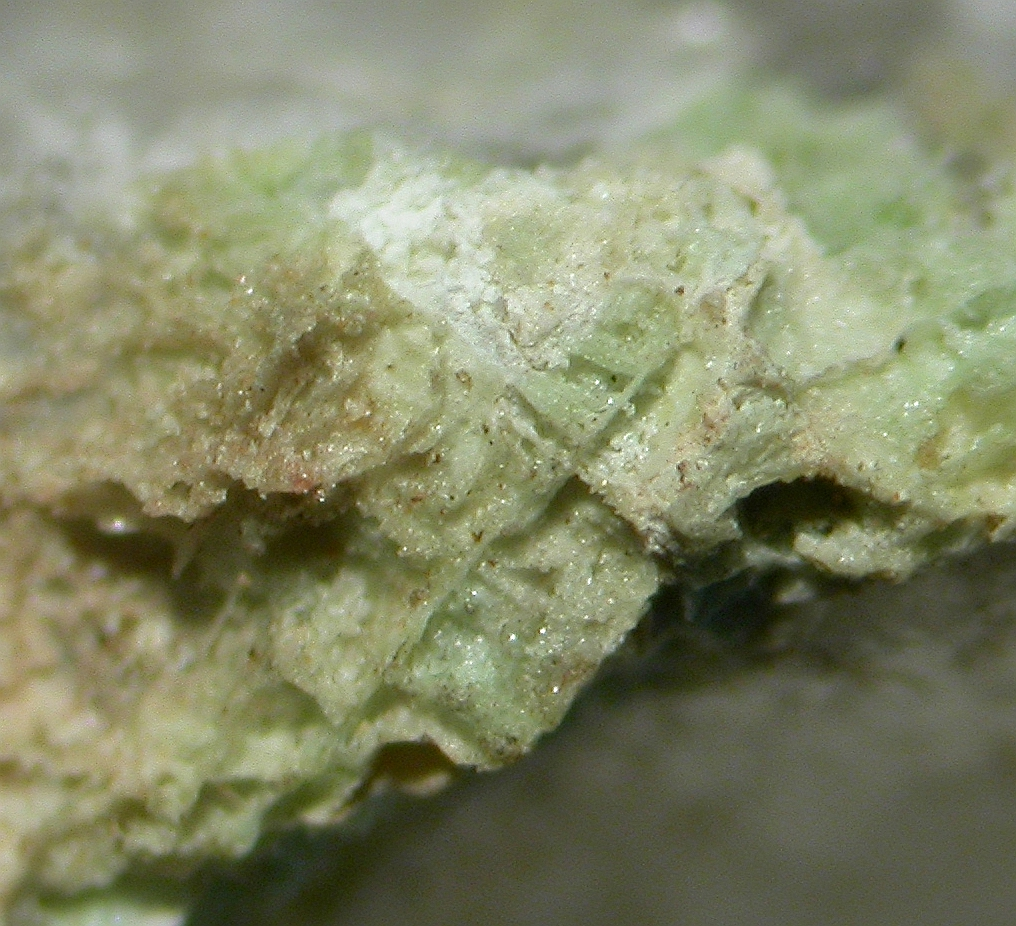
Zaïrit (grünlichweiß) aus der Typlokalität Eta-Etu, Demokratische Republik Kongo (Sichtfeld 4 mm)

Erstmals entdeckt wurde Zaïrit im Bezirk Eta-Etu in der Region Kivu der Demokratischen Republik Kongo und beschrieben 1975 durch Léopold Van Wambeke. Der französische Name des Staates Demokratische Republik Kongo, in dem Van Wambeke das Mineral fand, lautete zu dieser Zeit Zaïre.
Typmaterial des Minerals wird im Königlichen Museum für Zentral-Afrika im belgischen Tervuren (Katalog-Nr. RMG14065) aufbewahrt.

## Klassifikation
In der veralteten 8. Auflage der Mineralsystematik nach Strunz war der Zaïrit noch nicht aufgeführt.
Die von der International Mineralogical Association (IMA) bis 2009 aktualisierte 9. Auflage der Strunz’schen Mineralsystematik ordnet den Zaïrit in die Abteilung der „Phosphate, Arsenate und Vanadate“ und genauer in die „Phosphate usw. mit zusätzlichen Anionen; ohne H2O“ ein. Dort ist das Mineral in der Unterabteilung „Mit mittelgroßen und großen Kationen; (OH usw.) : RO4 = 3 : 1“ innerhalb einer unbenannten Gruppe mit der Systemnummer 8.BL.13 neben Arsenoflorencit-(Ce), Arsenoflorencit-(La), Eylettersit, Florencit-(Ce), Florencit-(La), Florencit-(Nd), Graulichit-(Ce) und Waylandit zu finden.
Auch die vorwiegend im englischen Sprachraum gebräuchliche Systematik der Minerale nach Dana ordnet den Zaïrit in die Klasse der „Phosphate, Arsenate und Vanadate“ und dort in die Abteilung der „Wasserfreien Phosphate etc., mit Hydroxyl oder Halogen“ ein. Hier ist er zusammen mit Arsenogorceixit, Eylettersit und Waylandit in der „Waylanditgruppe“ 41.05.12 innerhalb der Unterabteilung „Wasserfreie Phosphate etc., mit Hydroxyl oder Halogen mit (AB)2(XO4)Zq“ zu finden.

## Kristallstruktur
Zaïrit kristallisiert isotyp mit Crandallit im trigonalen Kristallsystem in der Raumgruppe R3m (Raumgruppen-Nr. 166) mit den Gitterparametern a = 7,02 Å und c = 16,37 Å sowie 3 Formeleinheiten pro Elementarzelle.

## Bildung und Fundorte
Zaïrit bildet sich in der Verwitterungszone von Quarz-Wolframit-Lagerstätten, wo er neben Quarz unter anderem noch mit gediegen Bismut, dem Bismutcarbonat Bismutit und verschiedenen Glimmern vergesellschaftet auftritt.
Außer an seiner Typlokalität im Bezirk Eta-Etu (Kivu) in der Demokratischen Republik Kongo konnte das Mineral bisher (Stand 2014) nur noch in Deutschland am Kreuzberg in Pleystein, einem Rosenquarzfelsen in Pleystein im Oberpfälzer Landkreis Neustadt an der Waldnaab gefunden werden.